# Opus quadratum
Opus quadratum — вид кирпичной кладки в древнем Риме, при которой внешние стены выкладывались из отёсанных камней квадратной формы, а между стенами заливался бетон.
Витрувий различал два вида кладки: opus isodomum, при которой камни были одинаковой высоты, и opus pseudisodomum — при которой камни имели различную высоту.
Строители в Древней Греции дополнительно для укрепления обеих стен использовали освинцованные железные скрепки, а также камни, которые выкладывались поперёк и, таким образом, соединяли внешние стены ещё крепче.
Витрувий критиковал римский способ кладки, так как эти дополнительные укрепления римляне не применяли, что делало стены не такими прочными. Если одна из внешних стен обваливалась при наводнении, то следом за ней могла разрушиться и вся конструкция стены. На местах соединения камней с бетоном легко могли возникнуть трещины. Вследствие этого в конструкцию проникала влажность, распространялось разложение не связанных друг с другом частей стены.